# Aoi Blink
Aoi Blink (青いブリンク, Aoi Burinku) é uma série de anime dos géneros aventura e fantasia, criado por Osamu Tezuka. O anime foi baseado no filme clássico O Pequeno Cavalo Corcunda de Ivan Ivanov-Vano. O filme, por vez é baseado a partir da obra O Pequeno Cavalo Corcunda do autor russo Pyotr Pavlovich Yershov.
Em Portugal o anime intitulado Raio Azul foi emitido no canal RTP2 no verão de 1991, com dobragem em português.

## Enredo
A história começa com o encontro entre Cláudio Santiago (Kakeru na versão original), e um pónei místico chamado Raio Azul (Blink na versão original). Cláudio salva Raio Azul de uma tempestade elétrica e, em gratidão, Raio Azul diz-lhe que, se ele alguma estiver em apuros, tudo o que precisa de fazer é chamar o seu nome três vezes e ele aparecerá. No final desse mesmo dia, quando Cláudio regressa a casa, descobre que o seu pai, um escritor de histórias infantis foi raptado por um grupo de motociclistas que trabalha para o Imperador Gross. Desesperado, Cláudio grita o nome do Raio Azul, e como prometido, este aparece imediatamente, e os dois seguem as pistas em busca do pai de Cláudio para salvá-lo. Pelo caminho, conhecem um grupo composto por um motorista de autocarro chamado Telmo (Tanba na versão original) e uma dupla de irmãos ladrões chamados Samuel e Nicolau (Satch e Nitch na versão original), que os ajudarão na sua busca. Ao grupo juntar-se-á também a Princesa Catrina (Kirara na versão original), que os ajudará a derrotar o malvado Imperador Gross. 

## Personagens
- Cláudio Santiago - Cláudio Santiago (Shiki Kakeru na versão original) é um rapaz de 12 anos que vive com o pai numa cabana nas montanhas. Uma noite, quando regressava de uma caminhada salva uma estranha criatura de uma tempestade, que descobre ser um pónei mágico chamado Raio Azul. Quando o seu pai é raptado por um grupo de motociclistas, Cláudio parte em seu salvamento. Apesar de ser um pouco cobarde, Cláudio é um rapaz que se sabe desenvencilhar de todo o tipo de problemas, com ideias geniais para os mais variados problemas.
- Raio Azul - Raio Azul (Blink na versão original) é um pónei mágico azul falante e o melhor amigo de Cláudio Santiago. Salvo por Cláudio duma tempestade, Raio Azul fica assim em dívida para com este, dizendo-lhe que se alguma vez precisar dele, só tem de chamar o seu nome três vezes, algo que o rapaz faz quando o seu pai é raptado. Além de conseguir falar, o Raio Azul também consegue correr a grandes velocidades, voar e tornar-se invisível. Ele consegue ainda dar coragem às pessoas através de um feixe de energia (quando fica enfraquecido ou sem energia, este transforma-se numa bola para recuperar as forças, usando esta forma também para se disfarçar). Com um código moral inabalável e uma vontade de ferro, Raio Azul fará de tudo para unir Cláudio ao seu pai.
- Telmo - Telmo (Tanba na versão original) é o motorista de um autocarro que se junta a a Cláudio na sua demanda. Inicialmente, Telmo decide fechar os olhos ao que se passa à sua volta, preferindo não se meter em sarilhos. Mas eventualmente, quando começa a ver as várias injustiças e problemas que Claúdio e o Raio Azul descobrem enquanto procuram o pai de Cláudio, decide que deve interferir, começando a lutar ao seu lado. Extremamente forte, teimoso, com reflexos rápidos, e sempre a refilar que nenhum dos companheiros paga o bilhete, mas ainda assim com um bom coração, Telmo torna-se mais do que um simples condutor para o grupo de aventureiros, agindo como um irmão mais velho para estes, estando sempre disposto a ajudar e a corrigir as injustiças que vê.
- Nicolau e Samuel - Nicolau e Samuel (Nitch e Satch na versão original) são uma dupla de irmãos ladrões incrivelmente desastrados e sem talento para o crime, que viajam a bordo do autocarro de Telmo quando o grupo conhece Cláudio e Raio Azul. Ao verem o pónei mágico, ambos fazem planos para o roubarem e fazerem uma fortuna, vendendo-o ao melhor preço. Porém, apesar de serem ladrões, os dois têm bom coração e depressa decidem ajudar Claúdio e o Raio Azul na sua demanda, muitas das vezes servindo de isco ou de distração nos planos que estes fazem. Sendo o mais velho, Nicolau passa a vida a dizer a Samuel que este lhe deve tudo aquilo que aprendeu, ainda que Samuel não se importe com isso.
- Princesa Catrina - Catrina (Kirara na versão original) é a princesa mimada de 6 anos da cidade da Mansão Rosa. Tendo vivido durante toda a sua vida no meio do luxo, rodeada de pessoas que fazem o possível e o impossível para cumprirem todos os seus desejos. Catrina pensa que pode ter tudo o que quer, comprando-o. Dito isso, ela é também adepta de todo o tipo de jogos e diversões, acreditando inicialmente que a vida é só isso. Porém, isso muda quando conhece Cláudio e Raio Azul, que a fazem perceber que certas coisas não têm preço, como a amizade. Juntando-se a eles e ao resto do grupo, Catrina aprenderá a valorizar as pequenas coisas da vida, as quais o dinheiro não compra. Mais tarde, ela revela que é sobrinha do Imperador Gross aos companheiros, afirmando que apesar deste ser seu tio, que ajudá-los-á a salvar o pai de Cláudio e a derrotar o tio, pois sabe que este é um indivíduo malvado e sem escrúpulos.
- Motociclistas Negros - Um misterioso grupo de motociclistas vestidos de preto que trabalha para o Imperador Gross. Composto por cinco misteriosos membros, este grupo é quem rapta o pai de Cláudio, sob as ordens do malvado imperador, levando-o para ser aprisionado nas mais diversas masmorras e prisões, de modo a impedir que o escritor termine a sua história. Apesar de obedecerem aos subalternos de Gross quando estão nos seus domínios, não lhes devem absolutamente nenhum tipo de lealdade, sendo apenas leais ao malvado Imperdador Gross.
- Hernani Santiago - Hernani Santiago (Shiki Haruhiko na versão original) é o pai de Cláudio e um escritor de contos infantis de renome mundial. Quando a este é lhe ordenado que pare de escrever uma história que fala de um malvado imperador que supostamente este criou, mas que na realidade existe, Hernani recusa-se. O imperador da sua suposta história, o Imperador Gross, ao saber disto envia um grupo de motociclistas para o prender, de modo a que este não termine a sua história. Apesar de ser raptado e de estar sempre a ser mudado de uma prisão para outra, Hernani não pára de escrever, com a esperança de que o seu filho o consiga salvar.
- Imperador Gross - O Imperador Gross é o misterioso e malvado imperador sobre o qual Hernani Santiago escreve, acreditando que é um personagem inventado por ele mesmo. Não lhe agradando as histórias que são escritas dele, o diabólico imperador decide mandar raptar o escritor, para que assim o mundo não saiba dos crimes e maldades cometidas por ele. Senhor e mestre de poderes negros e obscuros, o seu único desejo é governar todas as dimensões do mundo sem qualquer tipo de oposição.
- Príncipe Horo - Um dos subalternos de Gross, e seu sobrinho. Cruel, diabólico e sem qualquer tipo de misericórdia pelos seus súbditos, Horo é o primeiro inimigo que Cláudio e Raio Azul enfrentam na sua demanda. Aquando da sua derrota, e antes de morrer, aconselha-os a abandonarem a sua demanda, dizendo-lhes que Gross nunca irá libertar o pai de Cláudio e que os esmagará como insectos. Mais tarde, é ressuscitado pelo malvado imperador, para tentar eliminar Cláudio e os seus amigos, apenas para ser mais uma vez derrotado.

## Episódios
| Episódio | Titulo                                                           |
| -------- | ---------------------------------------------------------------- |
| 1        | Partindo para Bem, Bem Longe                                     |
| 2        | O Segredo do Rancho Cinza                                        |
| 3        | Um Prisioneiro na Casa Rosa                                      |
| 4        | O Castelo Marfim Curvado                                         |
| 5        | O Monstro Dogitra da Fortaleza Amarela                           |
| 6        | O Fruto Misterioso da Cidade Azul                                |
| 7        | Trovoada! O Musgo Verde da Corrida da Estrada!                   |
| 8        | A Ilha da Tentação - Cobalto                                     |
| 9        | O País Combatente - Bola Vermelha                                |
| 10       | A Floresta Misteriosa - Sépia                                    |
| 11       | Terraço - A Cidade das Cores Primárias                           |
| 12       | O Coração-Ladrão da Cidade Roxa                                  |
| 13       | O Blindado Trem-Bala da Cidade Marrom                            |
| 14       | Cidade das Crianças, Cidade Arco-Íris                            |
| 15       | A Arca de Luz do Ouro do Vale                                    |
| 16       | A Cidade de Cartomancia: Verde-Hortelã                           |
| 17       | Branco Leitoso: O Segredo do Templo no ar                        |
| 18       | Será este Odor?: A Flor da Escuridão na Floresta Esmeralda       |
| 19       | Para o Rio das Trevas! A Planície Misteriosa Ultramarina!!       |
| 20       | Paraíso Animal: Harpia Verde                                     |
| 21       | O Ocre Amarelo: A Cidade com Nenhuma Vegetação ou Flores         |
| 22       | O Plano do Amor! Voe na Persa Azul!!                             |
| 23       | A Lenda de Davies Gray! O Raio Azul Transforma-se em um Fóssil!! |
| 24       | Cidade Submarina: A Princesa Sereia da Pérola Muu                |
| 25       | O Raio Azul Desaparece na Cidade Opera                           |
| 26       | Reviva! As Borboletas Hotaru do Rio Escarlate                    |
| 27       | Mistério! O Castelo de Aventuras, Índigo                         |
| 28       | Ame Novamente! Luta Feroz no Mar Vermelho Vinho                  |
| 29       | Amigo ou Inimigo? O Detective da Pedra Laranja                   |
| 30       | Encontre a Chave da Verdade! Os Restos do Lago Roxo Escuro       |
| 31       | O Âmbar de Ouro do Vale                                          |
| 32       | De Cabeça Abaixo da Cidade, Céu Azul                             |
| 33       | Se Conhecendo Novamente! Mãe e Filho na Cadeia Escura            |
| 34       | Cláudio Solitário! O Pesadelo do Mar Escuro!!                    |
| 35       | O Soldado Mais Forte: O Soldado Negro                            |
| 36       | Para o Castelo Escuro! De Frente com a Coragem                   |
| 37       | O Príncipe Horo: A Armadilha de Bronze                           |
| 38       | Castelo Bruto na Luz e Escuridão                                 |
| 39       | Adeus à Viagem Infinita e ao Raio Azul                           |

## Elenco

### Versão japonesa
- Masako Nozawa como Blink e Kakeru
- Miki Itou como Princesa Kirara
- Ai Orikasa como Julie
- Goro Naya como Shiki Haruhiko
- Katsuya Kobayashi como Tanba
- Kei Tomiyama como Henry
- Kenichi Ogata como Nitch
- Mari Mashiba como Spika
- Saori Tsuchiya como Blink
- Satoko Yasunaga como Nana
- Sho Hayami como Príncipe Horo
- You Yoshimura como Satch
- Yuriko Fuchizaki como Rakururu

### Dobragem portuguesa
- Teresa Madruga como Cláudio Santiago
- Cláudia Cadima como Raio Azul
- Miguel Guilherme como Telmo
- João Perry como Samuel
- Adriano Luz como Nicolau
- Margarida Rosa Rodrigues como Princesa Catrina
- Jorge Sequerra como Imperador Gross
- Ana Madureira
- João de Carvalho
- Tradução: Luísa Rodrigues
- Som: Dulce Guerreinho
- Produção: João Fernandes Mota
- Direcção: João Perry[2]

## Banda sonora

### Japão
Tema de abertura
Hitomi no Naka no Mirai (瞳のなかの未来)
Letrista - Shun Taguchi / Composição - Chika Ueda / Arranjos - Mitsuo Hagita / Interpretação - Yoko Minamino
Tema de encerramento
Makenaide, Yuuki (負けないで勇気)
Letrista - Yukinojo Mori / Composição - Tsurugi Goto / Arranjos - Ryo Yonemitsu / Interpretação - Shinobu Nakayama

### Portugal
Tema de abertura
Vou Atrás de Ti
Interpretação - Helena Isabel
Tema de encerramento
Vamos Brincar ao Sonho Bom os Dois
Interpretação - Helena Isabel